# SC Telstar VVNH in het seizoen 2013/14
Het seizoen 2013/2014 is het derde jaar in het bestaan van de Velsense vrouwenvoetbalclub SC Telstar VVNH. De club kwam uit in de Women's BeNe League en heeft deelgenomen aan het toernooi om de KNVB beker.

## Wedstrijdstatistieken

### Women's BeNe League
|       | ADO Den Haag | AFC Ajax | RSC Anderlecht | Antwerp FC | Club Brugge | AA Gent | sc Heerenveen | Lierse SK | OH Leuven | PEC Zwolle | PSV/FC Eindhoven | Standard Luik | FC Twente |
| ----- | ------------ | -------- | -------------- | ---------- | ----------- | ------- | ------------- | --------- | --------- | ---------- | ---------------- | ------------- | --------- |
| Thuis | 1 – 1        | 0 – 3    | 1 – 3          | 2 – 0      | 1 – 0       | 6 – 0   | 5 – 0         | 5 – 0     | 2 – 0     | 0 – 3      | 2 – 3            | 1 – 1         | 0 – 2     |
| Uit   | 0 – 1        | 1 – 1    | 3 – 1          | 0 – 2      | 0 – 4       | 1 – 4   | 1 – 3         | 0 – 0     | 0 – 4     | 1 – 3      | 4 – 2            | 3 – 1         | 2 – 1     |

### KNVB beker
| Achtste finale                    | DTS Ede                                         | 0 – 6 (0 – ?)                   | SC Telstar VVNH                              |  |
| Plaats: Ede Sportpark Inschoten   |                                                 |                                 | Onbekend                                     |  |
| Kwartfinale                       | PEC Zwolle                                      | 2 – 2 (1 – 2, 2 – 2) 3 – 1 n.s. | SC Telstar VVNH                              |  |
| Plaats: Zwolle IJsseldeltastadion | 2' Marianne van Brummelen 78' Yvette van Daelen |                                 | 30' Stefanie van der Gragt 34' Loïs Oudemast |  |

## Statistieken SC Telstar VVNH 2013/2014

### Eindstand SC Telstar VVNH Vrouwen in de Women's BeNe League 2013 / 2014
| Stand | Gespeeld | Gewonnen | Gelijk | Verloren | Punten | Doelpunten voor | Doelpunten tegen | Gele kaarten | Rode kaarten |
| ----- | -------- | -------- | ------ | -------- | ------ | --------------- | ---------------- | ------------ | ------------ |
| 5e    | 26       | 13       | 4      | 9        | 43     | 53              | 33               | 24           | 0            |

### Topscorers
| #                    | Naam                   | Goal |
| -------------------- | ---------------------- | ---- |
| 1.                   | Kirsten Koopmans       | 12   |
| 2.                   | Lavinia Poku           | 10   |
| 3.                   | Priscilla de Vos       | 7    |
| 4.                   | Dominique Bruinenberg  | 4    |
| 4.                   | Stefanie van der Gragt | 4    |
| 4.                   | Loïs Oudemast          | 4    |
| 4.                   | Dominique Vugts        | 4    |
| 5.                   | Karin Legemate         | 2    |
| 5.                   | Brittany Persaud       | 2    |
| 6.                   | Dyanne Bito            | 1    |
| 6.                   | Kristina Šundov        | 1    |
| 6.                   | Aaike Verschoor        | 1    |
| Onbekende doelpunten |                        |      |
| –                    | Onbekend               | 1    |
| Totaal               | Totaal                 | 53   |

| #      | Naam                     | Goal |
| ------ | ------------------------ | ---- |
| 1.     | Stefanie van der Gragt   | 1    |
| 1.     | Loïs Oudemast            | 1    |
| –      | Onbekend (Tegen DTS Ede) | 5    |
| Totaal | Totaal                   | 7    |

### Kaarten
| #      | Naam                   |    |
| ------ | ---------------------- | -- |
| 1.     | Stefanie van der Gragt | 5  |
| 2.     | Dominique Bruinenberg  | 3  |
| 2.     | Sharon Kok             | 3  |
| 2.     | Kirsten Koopmans       | 3  |
| 2.     | Karin Legemate         | 3  |
| 2.     | Priscilla Mesker       | 3  |
| 2.     | Lavinia Poku           | 3  |
| 2.     | Priscilla de Vos       | 3  |
| 3.     | Dyanne Bito            | 2  |
| 4.     | Mairav Shamir          | 1  |
| 4.     | Melissa van der Wiel   | 1  |
| Totaal | Totaal                 | 17 |

| #      | Naam        |   |
| ------ | ----------- | - |
| –      | Geen speler | 0 |
| Totaal | Totaal      | 0 |

| #      | Naam        |   |
| ------ | ----------- | - |
| –      | Geen speler | 0 |
| Totaal | Totaal      | 0 |